# Civilreligion
Civilreligion er et religionssociologisk begreb, som er inspireret af filosoffen Jean-Jacques Rousseaus tanker om en samfundsreligion, religion civile. Denne samfundsreligion skulle lære borgerne at elske deres fædreland og de forpligtelser, som det medførte at være borger i et land med demokratisk styre.
Han skrev bl.a. følgende om civilreligion:

Undersåtterne skylder således ikke suverænen regnskab for deres meninger, undtagen for så vidt disse har betydning for fællesskabet. Men det er vigtigt for staten, at hver statsborger har en religion, som får ham til at holde af sine pligter; men denne religions dogmer interesserer hverken staten eller dennes medlemmer, når blot disse dogmer angår moralen og de pligter, som den, der bekender sig til religionen, er forpligtet til at opfylde over for andre. ... Der findes altså en ren civil trosbekendelse, hvis artikler det tilkommer suverænen at formulere, ikke præcis som religionsdogmer, men som samfundsanskuelser, uden hvilke kan hverken kan være en god statsborger eller tro undersåt (Rousseau 1987: 237-238, Samfundspagten. København: Rhodos.) 

Den amerikanske religionssociolog Robert N. Bellah skrev en banebrydende artikel i 1967, hvor han reformulerede Rousseaus diskussion om nødvendigheden af, at der blandt borgerne må herske et vist minimum af enighed om samfundsmoralen, for at et levedygtigt samfund kan opretholdes. Denne enighed kan i Bellahs optik ikke gøres til genstand for løbende politiske kampe; den skal være hævet over dagens politik. Samfundsreligion, eller som det nu kaldes generelt, civilreligion, sikrer dette sammenhold ved at forene den grundlæggende samfundsmoral og samfundsorden med en religiøs autoritet. Bellah argumenterede i en amerikansk sammenhæng for, at denne religiøst funderede autoritet kom til udtryk i bl.a. præsidenternes store taler, og at den ideologisk set samlede amerikanerne om at dyrke de amerikanske frihedsidealer som universelle og transcendent legitimerede idealer. Bellah kaldte denne religiøst funderede amerikanske samfundsmoral for civilreligion, fordi han fandt at den spillede noget af den samme rolle, som Rousseaus hypotetiske og aldrig realiserede religion civile.

## Eksempler på civilreligion
- anråbelsen af gud i politiske taler og på offentlige monumenter
- statsledere (som dronningen) og politikerers citering af religiøse tekster ved offentlige lejligheder (eksempelvis dronningens nytårstale)
- ihukommelse af nationens krigsveteraner- og ofre ved særlige lejligheder (eksempelvis 6. juli ritualerne i Fredericia)
- brugen af religiøse symboler på offentlige bygninger
- brugen af offentlige bygninger til religiøse ritualer
- nationers oprindelsesmyter (eksempelvis myten om Dannebrog)

## Kritik af civilreligionsbegrebet
Bellahs artikel affødte en livlig diskussion i 1970'erne og 1980'erne om amerikansk civilreligion og dens fremtrædelsesformer. En nyere kritik af civilreligionsbegrebet, som Bellah brugte det, er især fremkommet fra religionssociologen Marcela Cristi i hendes bog fra 2001 From Civil to Political Religion. The Intersection of Culture, Religion and Politics (Wilfrid Laurier University Press).
Se også:
- Religionssociologi
- Religion